# Tornerose (film fra 1921)
 For alternative betydninger, se Tornerose (flertydig). (Se også artikler, som begynder med Tornerose)
Tornerose (originaltitel: Enchantment, da. 'fortryllelse') er en amerikansk stumfilm fra 1921 instrueret af Robert G. Vignola.

## Handling
Den unge Ethel Hoyt er enebarn med velhavende forældre. Hun bruger sin tid til at danse og gå ud med seks unge mænd, og hendes udsvævende liv gør hendes forældre bekymrede. På hendes fars fødselsdag går familien i teatret og ser forestillingen Trold kan tæmmes, og Mr Hoyt blivre overbevist om, at stykkets hovedrolleindehaver, Mr Eddison, er manden, der kan tæmme den unge Ethel, og han indgår en aftale med Eddison. Efter at være blevet introduceret for Ethel, producerer en af Eddisons venner stykket Tornerose, og Eddison foreslår Ethel til hovedrollen. Hun accepterer, men hun insisterer stædigt på, at hendes mandlige bekendtskaber skal deltage i forestillingen. Eddison giver efter, men under stykkets handling kysser han hende inderligt, og hun bliver fornærmet, hvilket får Eddison til næsten at forlade hende, indtil hun indrømmer sin kærlighed til ham.

## Medvirkende
- Marion Davies som Ethel Hoyt
- Forrest Stanley som Ernest Eddison
- Edith Shayne som Mrs. Hoyt
- Tom Lewis som Mr. Hoyt
- Arthur Rankin som Tommy Corbin
- Corinne Barker som Nalia